# Six Feet Under (Smash Into Pieces)
Six Feet Under è un singolo del gruppo musicale svedese Smash Into Pieces, pubblicato il 25 febbraio 2023.

## Promozione
Con Six Feet Under gli Smash Into Pieces hanno preso parte a Melodifestivalen 2023, la competizione canora svedese utilizzata come processo di selezione per l'Eurovision Song Contest. Essendo risultati i secondi più votati dal pubblico fra i sette partecipanti alla loro semifinale, hanno avuto accesso diretto alla finale, dove si sono classificati al 3º posto su 12 partecipanti.

## Tracce
Testi e musiche di Andreas ”Giri” Lindbergh, Benjamin Jennebo, Chris Adam, Jimmy "Joker" Thörnfeldt, Joy Deb, Linnea Deb e Per Bergquist.
1. Six Feet Under – 2:58

## Classifiche
| Classifica (2023) | Posizione massima |
| ----------------- | ----------------- |
| Svezia            | 4                 |